# Prežba
Prežba je otok u Dalmaciji, smješten sjeverozapadno od otoka Lastova, s kojim je kod zaselka Podlenga mostom povezan s naseljem Pasadur na otoku Lastovo. Površina otoka, koji ima razvedenu obalu s brojnim uvalama, iznosi 2,8 km². Dužina obalne crte je 14,230 km. Najviši vrh visok je 136 mnm. Na južnom dijelu otoka, nasuprot naselja Uble, nalazi se svjetionik.